# Selymes alkonycincér
A selymes alkonycincér (Herophila tristis) a cincérfélék családjába tartozó, Dél-Európában honos, lombos fákon élő bogárfaj. 

## Megjelenése
A selymes alkonycincér testhossza 12−26 mm. Alakja viszonylag zömök, lábai, csápjai vastagok, erőteljesek. Feje a többi cincérhez hasonlóan a test tengelyére merőlegesen, lefelé mutat. Teste fekete, de felületét sűrű, barna, molyhos szőrök borítják. A szárnyfedőkön 2−2 szabálytalan körvonalú fekete folt látható; a kisebb elülső folt kb. a szárnyfedő harmadánál, a nagyobb hátulsó a 3. potrohszelvénynél helyezkedik el. Néha a szárnyfedők végénél is lehetnek apróbb fekete foltok. A szárnyfedői középen összenőttek, hártyás szárnyai elcsökevényesedtek, repülni nem képes.

## Elterjedése és életmódja
Európában honos. Dél-európai, mediterrán faj, Dél-Franciaországtól Olaszországon át Görögországig fordul elő. Magyarországon a Dunántúlon (Sopron, Kőszeg, Szekszárd környéke, Mecsek) vannak állományai. 
Lárvája fügefában, eperfában, fűzfélékben, diófában és ciprusban, az öreg fák gyökerei között fejlődik. Eleinte a kéreg alatt rág, majd a farészbe vonul, itt is bábozódik. Az imágók este aktívak, a tápnövényeiken mászkálnak; napközben rejtőzködnek.  
Magyarországon védett, természetvédelmi értéke 10 000 Ft.

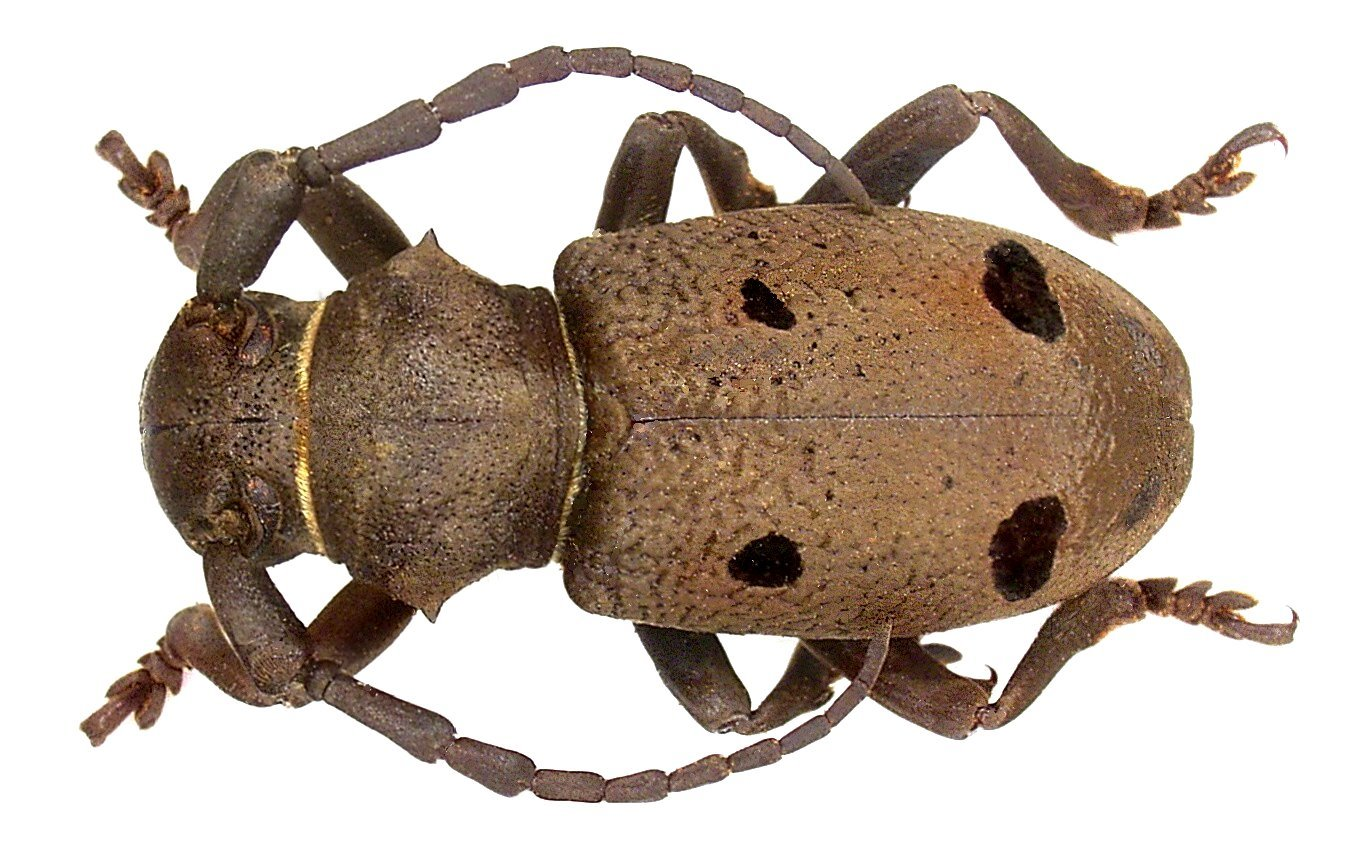
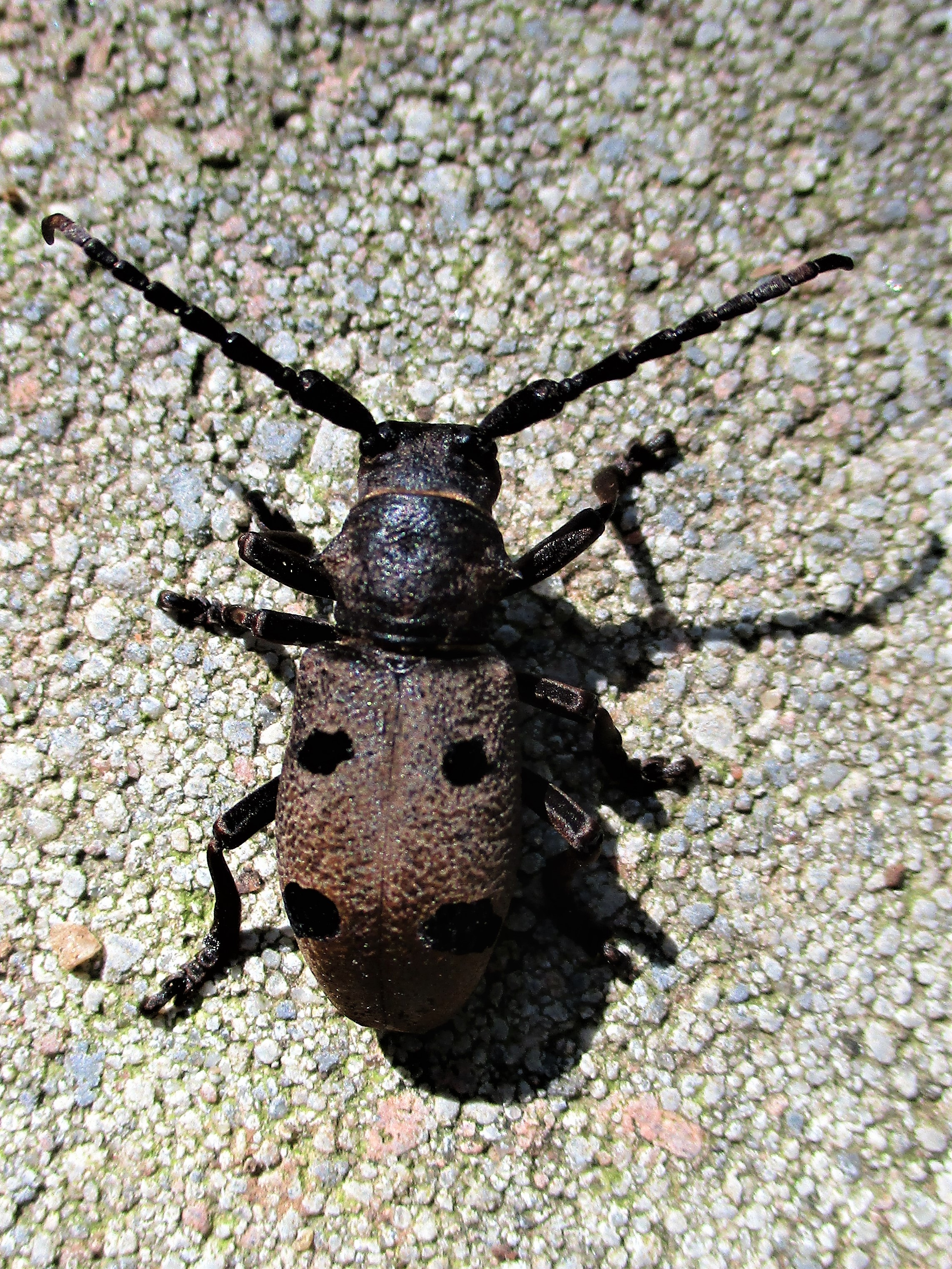
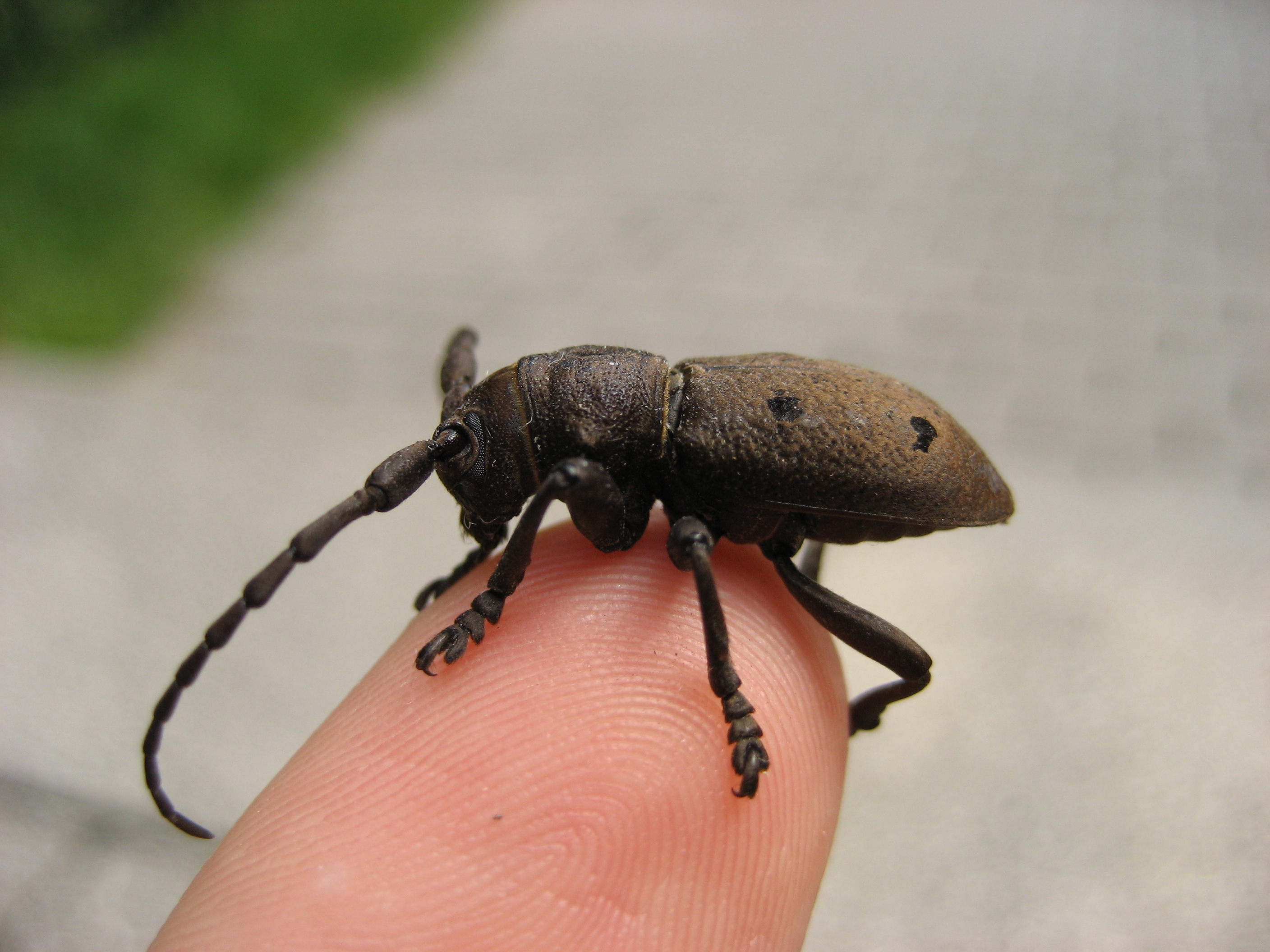
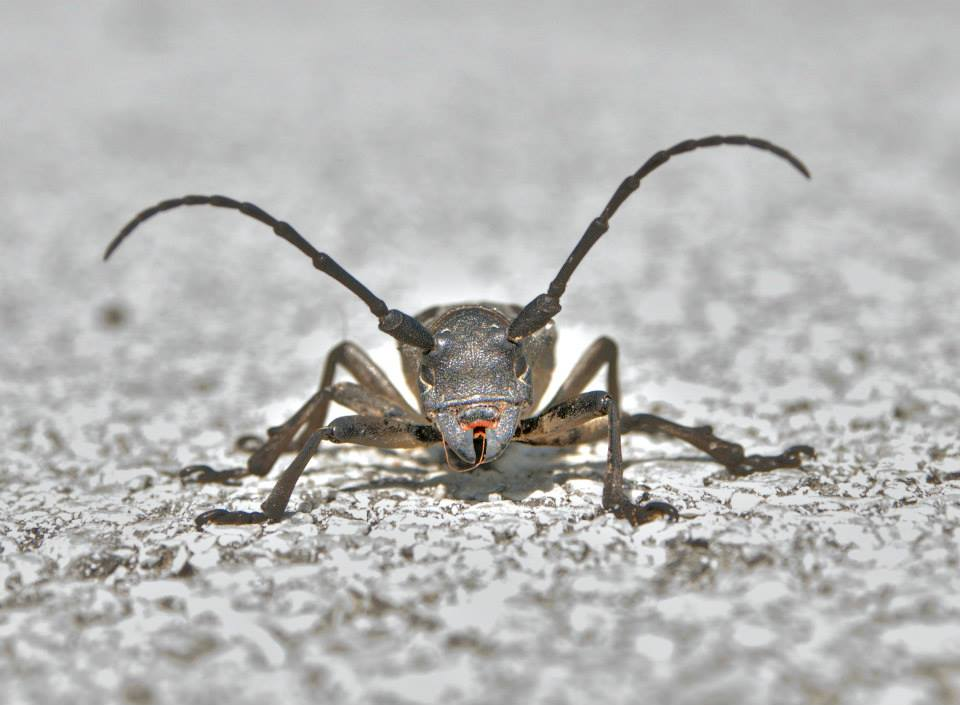
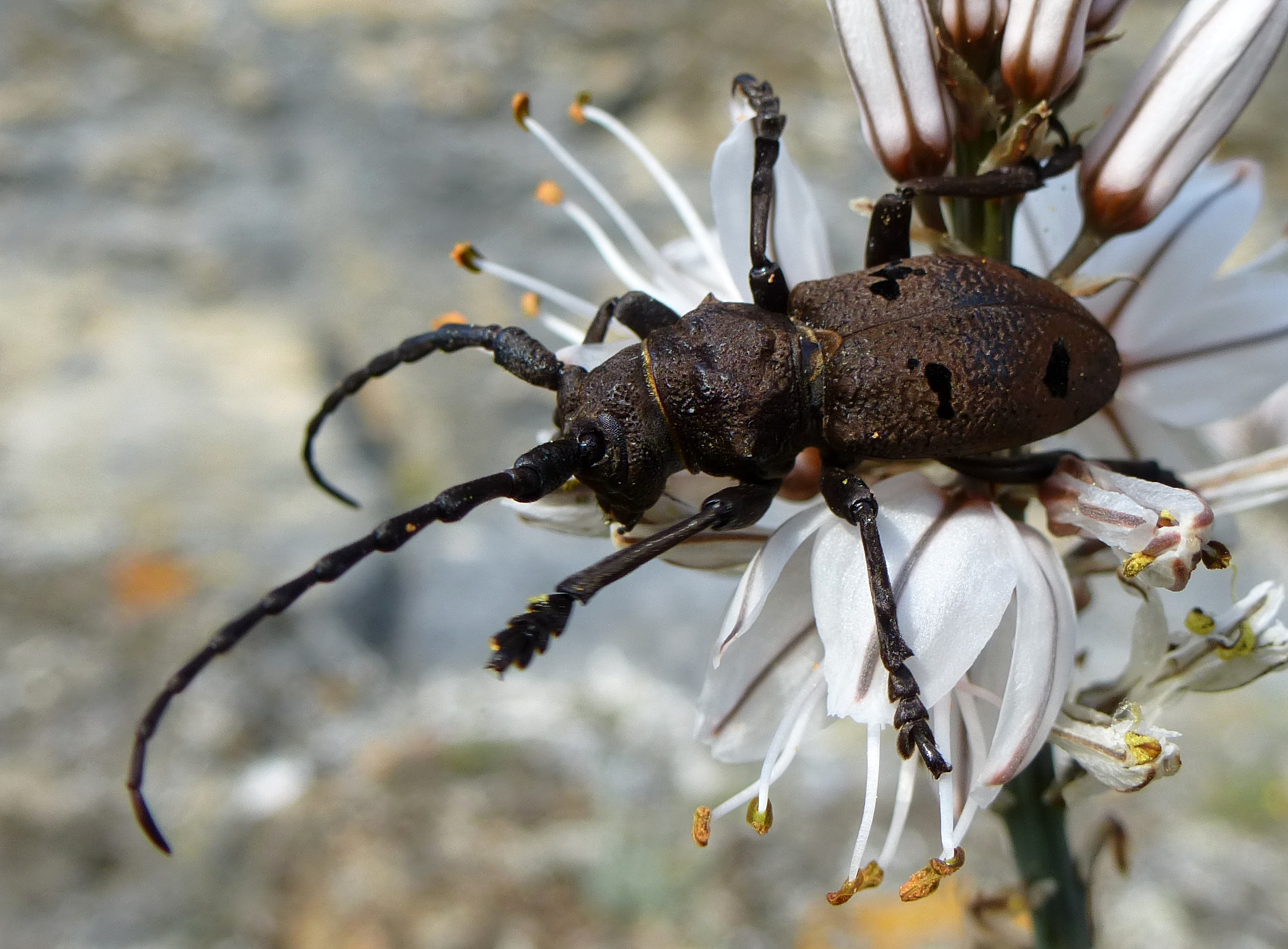